# Podporezen
Podporezen este o localitate din comuna Železniki, Slovenia, cu o populație de 11 locuitori.